# أدريان غارفي
أدريان غارفي (بالإنجليزية: Adrian Garvey)‏ هو لاعب اتحاد الرغبي زيمبابوي، ولد في 25 يونيو 1968 في بولاوايو في زيمبابوي.

## وصلات خارجية
- أدريان غارفي عل موقع إسبنسكروم (الإنجليزية)
- أدريان غارفي على موقع ItsRugby.co.uk (الإنجليزية)